# 로만 2세 므스티슬라비치

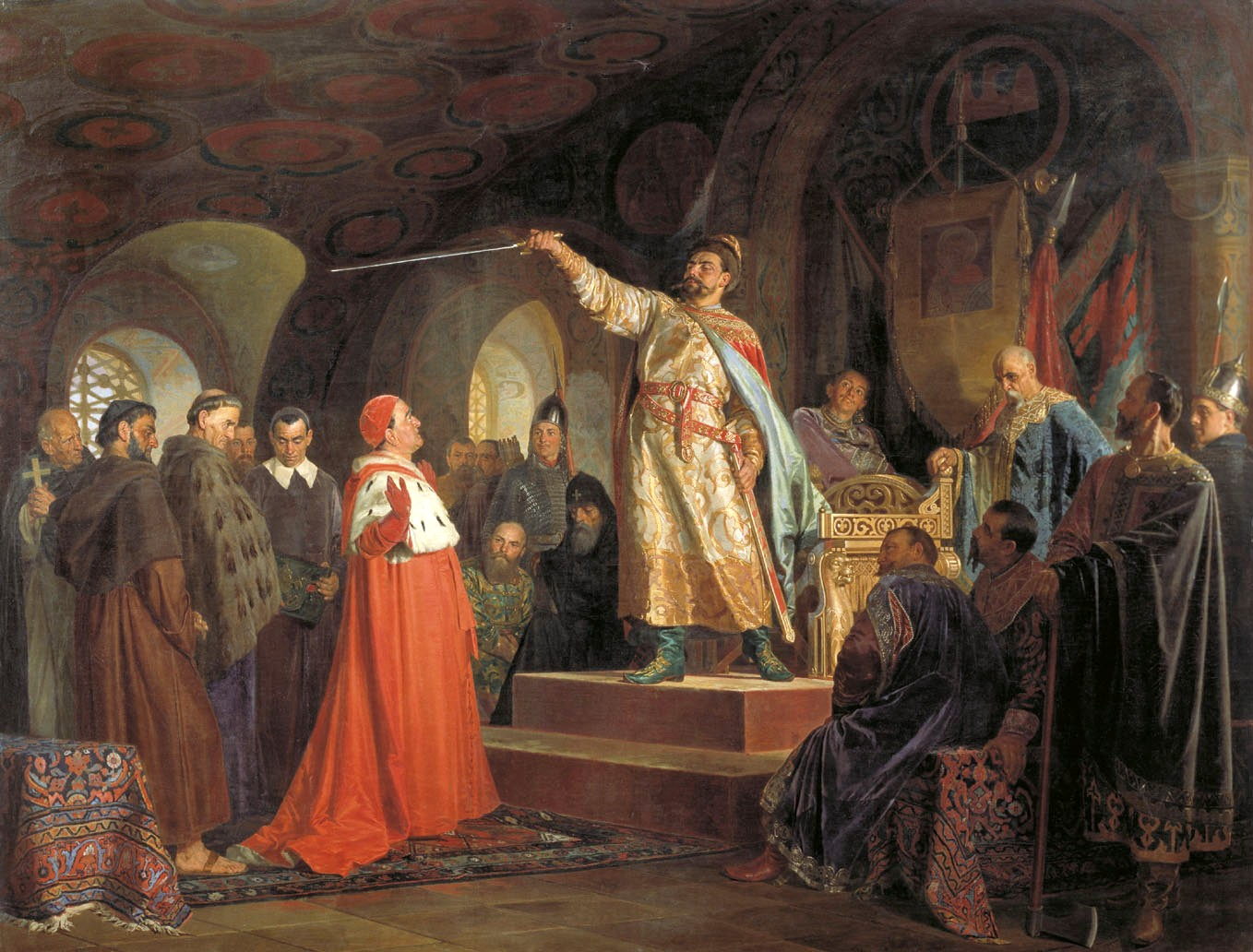
교황 사절단을 영접하고 있는 로만 므스티슬라비치

로만 므스티슬라비치(러시아어: Роман Мстиславич, 우크라이나어: Роман Мстиславич, 1152년 경 ~ 1205년 6월 19일)는 키예프 루스의 대공(재위: 1204년 ~ 1205년)이다. 류리크 왕조 출신이다.

## 생애
므스티슬라프 2세 대공의 아들로 태어났다. 그의 어머니는 폴란드의 볼레스와프 3세 공작의 딸인 아그네스(Agnes)이다. 키예프 대공으로 즉위하기 이전에는 노브고로드(벨리키노브고로드) 공작(1168년 ~ 1170년), 갈리치아-볼히니아 공작(1170년 ~ 1189년, 1189년 ~ 1205년), 갈리치아 공작(1189년, 1198년 또는 1199년 ~ 1205년)을 역임했다.
1204년 류리크 2세를 몰아내고 키예프 대공으로 즉위했지만 1205년 폴란드와의 전쟁에 참전하던 도중에 전사하고 만다.
| 전임 류리크 2세 | 키예프 대공 1204년 ~ 1205년 | 후임 류리크 2세 |